# Klub moravských skladatelů
Klub moravských skladatelů (KMS) je hudebním spolkem založeným 17. září 1922 v Brně. Stalo se tak z podnětu Vladimíra Helferta, Viléma Petrželky a Václava Kaprála. Vznikl jako sdružení hudebních skladatelů, interpretů, publicistů, teoretiků a propagátorů soudobého hudebního umění.
Klub moravských skladatelů, jehož stanovy schválil přípravný výbor tvořený Jaroslavem Kvapilem, Ludvíkem Kunderou a Vilémem Petrželkou 19. června 1922, navázal na Klub mladých skladatelů moravských působící v letech 1920–1922, u jehož zrodu stál Vladimír Helfert. Zaměřil se na podporu mladých skladatelů. Jejich tvorbu šířil prostřednictvím koncertní činnosti. Teoretickou reflexi jejich díla měly zajistit odborné veřejné přednášky a recenzní publikační činnost.
V činnosti Klubu moravských skladatelů byl položen důraz na větší systematičnost. Pojem moravský v jeho názvu byl chápán zeměpisně. Klub ve známost uváděl soudobé umělce, představitele mladé hudební umělecké tvorby na území Moravy.
Významným způsobem se svými koncerty a přednáškami zasloužil o seznámení veřejnosti se soudobou hudební zahraniční tvorbou s důrazem na avantgardní umění (například čtvrttónová hudba Aloise Háby, dílo Igora Stravinského, Maurice Ravela, Clauda Debussyho, dodekafonie Arnolda Schönberga a neofolklorismus Bély Bartóka. Klub neopomíjel ani mezinárodní spolupráci. Spolupracoval například s rakouskými skladateli, s Mezinárodní společností pro soudobou hudbu. V českých zemích byly vztahy navázány například s obdobně zaměřeným hudebním spolkem Přítomnost založeným v Praze. Ve své hudebněvydavatelské činnosti Klub moravských skladatelů od 30. let seznamoval s pracemi svých členů (Theodor Schaefer, Josef Kohout, Ferdinand Vach, František Suchý, Zdeněk Blažek a další).
Původce myšlenky a zakládající členy Klubu moravských skladatelů kromě zájmu o moderní hudbu spojovaly úcta a obdiv k Leoši Janáčkovi, jenž byl jmenován čestným členem klubu. Leoš Janáček v letech 1922–1928 působil jako jeho první předseda. Na koncertech Klubu moravských skladatelů byla uvedena významná díla Leoše Janáčka a Janáčkových žáků. Mezi nimi byli Vilém Petrželka, Jaroslav Kvapil, Osvald Chlubna, Jan Kunc, Václav Kaprál, Josef Blatný, Pavel Haas, a další domácí a zahraniční skladatelé.

## Předsedové v letech 1922–1948
- Leoš Janáček (1922–1928)
- František Neumann (1928–1929)
- Ferdinand Vach (1929–1938)
- Jan Kunc (1938–1945)
- Jaroslav Kvapil (1945–1947)
- Osvald Chlubna (1947–1948)
- Antonín Balatka (1948)[2]

## Jednatelé v letech 1922–1948
- Břetislav Bakala (1922–1924)
- Ludvík Kundera (1924–1926)
- Vilém Petrželka (1926–1927)
- Pavel Haas (1927–1929)
- Josef Blatný (1929–1931)
- Vladimír Štědroň (1931–1933)
- Josef Kohout (1934–1938)
- Theodor Schaefer (1938–1943)
- Jiří Svoboda (1944–1945)
- Karel Hradil (1945–1948)
- Jiří Svoboda (1948)[2]

Činnost klubu byla dočasně ukončena v roce 1948, kdy byl společně se všemi ostatními hudebními spolky uměle sloučen do nově vzniklého Svazu československých skladatelů. U jeho obnovy, k níž došlo 17. června 1992, stál brněnský skladatel, muzikolog a publicista Pavel Blatný, jenž se stal po obnově klubu jeho prvním předsedou. Zakládajícími členy byli Ctirad Kohoutek, Jiří Matys, Zdeněk Zouhar, Vít Zouhar, Jaromír Podešva, Dalibor Spilka, Vlastimil Lejsek, Evžen Zámečník, Petr Fiala, Milan Slimáček, Rudolf Růžička, Vlastimil Peška, Mojmír Bártek a Lubomír Koželuha.
Klub moravských skladatelů, který je členem Asociace hudebních umělců a vědců v Praze, se opět začal věnovat koncertní a přednáškové činnosti. Vedle koncertů členů, koncertů pro mládež, výměnných koncertů s Tvůrčími centry Asociace hudebních umělců a vědců v Olomouci, Ostravě a Plzni, a také se zahraničními hudebními institucemi v Německu, Rakousku a Lucembursku, účasti na Dnech soudobé hudby v Praze a Moravském podzimu v Brně, pořádal prezentace v rámci Malého divadla hudby a veřejné semináře. Nově byly přidány pořady v rozhlase a televizi.
Tvorba členů původního a současného Klubu moravských skladatelů je představována v cyklech Od Janáčka k dnešku, Minulost a současnost a Dny mladých interpretů. Klub také pořádá Brněnský varhanní festival.

## Předsedové od roku 1992
- Pavel Blatný (1992–1996)
- Věra Lejsková (1997–1998)
- Milan Bialas (1999–2016)
- Hana Bartošová (2017–)[2]

## Místopředsedové od roku 1992
- Ctirad Kohoutek (1992–2011)
- Hana Bartošová (2014–2015)
- Milan Bialas (2017–)[2]

## Jednatelé od roku 1992
- Evžen Zámečník (1992–1995)
- Ivo Bartoš (1995–1996)
- Milan Bialas (1997–1998)
- Milan Hakl (1999–2000)
- Marie Hovorková (2000–2014)
- Věra Lejsková (2015–2016)
- Jarmila Mráčková (2016–)[2]